# رامي الإعتصامي (فلم)
رامي الاعتصامي فيلم مصري إنتاج عام 2008، بطولة أحمد عيد.

## قصة الفيلم
شاب يغرم بفتاة ولكنها كانت تهوى الشهرة فيقرر أن يصبح مشهور فينشئ جروب في الفيس بوك باسم تعالو نغير النشيد ليصبح حديث كل المصريين وعندها تقوم الرئاسة برفض طلباته فقرر عمل اعتصام أمام المقر الرئاسي وهنا تقف الفتاة إلى جواره لتشاركه النجومية في إطار كوميدي سياسي، الفيلم كان له السبق في تناول ظاهرة الاعتصامات والإضرابات التي سادت المجتمع المصري في الفترة الأخيرة وذلك في إطار كوميدي.

## فريق العمل

### الممثلون
| - أحمد عيد: رامي - ريكو: كاكا - لانا سعيد - أيتن عامر: فوزية - شريف حمدي: معتز - إيهاب فهمي:ابو المواهب - سعيد طرابيك:سلطان والد رامي - سامي مغاوري:الزيني مساعد رئيس الوزراء | - ضياء الميرغني:والد فوزية - ألفت سكر:هناء والدة رامي - وائل علاء:زتونة صديق كاكا - تامر ضيائي:الشيخ جمال - محمد رمضان: العسكري شلبي - علي الطيب:وليد - كريم شريف | - بلال مجدي - كريم عاطف - بيبو - هيثم سعيد:هيثم المطرب - تامر أمين: المذيع - أحمد راتب:الوزير - راندا البحيري |

تمثيل
| - عبد الرحيم حس:عزيز مساعد سلطان - شكري الفار - محمد رمزي - فاطمة كشري - محمد حميد | - احمد النمرسي - وليد يوسف - ياسمين رحيم - إيناس مروان - هبة بيبو | - محمد حافظ - هاني سعد - أسامة سرحان - احمد البليدي - احمد عبد المنعم | - محمد خليفة - إبراهيم صلاح - مديحة أنور - سارة كريم - كنتاكي |  |

### الإداريون
| - تصوير: صلاح يعقوب - تأليف: لؤى السيد - إخراج:سامى رافع - مخرج مساعد:احمد محمد صالح - موسيقى:عمرو إسماعيل - انتاج:شركة إيمدج للإنتاج الإعلامي | - منتج:سامح العجمي - دعاية:Cover Media - مصمم الأفيش:يوسف عادل - مصور الأفيش:احمد مبارز - جرافيكس:شادى حسيب |

## روابط خارجية
- مقالات تستعمل روابط فنية بلا صلة مع ويكي بيانات